# フライハイ!
『フライハイ!』は小桜池なつみによる日本の漫画作品。『りぼん』（集英社）2008年11月号から2009年11月号まで連載された。

## あらすじ
主人公・立花芽留は5歳で父に連れられて修業の旅に出、7年後に母と再会する。それまで父には男子だと勘違いされていた。
地元の中学校に入り、結木千夜という友達もでき、女の子らしく学校生活を送ろうとしていたのだが――――。

## 登場人物
声はVOMIC版のもの。
立花 芽留（たちばな める）
声：早見沙織
本作の主人公。中学1年。女の子ながら、格闘家の父親に鍛えられ、7年で合気道、空手、拳法、柔術をほぼマスターした。運動神経抜群。「猿」にたとえられる事がある。鮎沢一哉らによって蹂躪されていく中学の現状に大激怒し、新しい生徒会長になる決意をした。単純で行動命。
結木 千夜（ゆうき ちよ）
声：本多陽子
芽留の初めての友達。芽留のクラスメイト。優しくてかわいい。芽留と関わっていることでイジメにあっているが、それにも負けず生徒会書記に立候補した。どうやって作るかは不明だが、超巨大なケーキとバウムクーヘンとかき氷を作ったことがある。
ルカ・ミラー
声：保志総一朗
アメリカのスキップ（飛び級）制度を利用して、11歳でプリンストン大学2年生まで進学した超天才。現在は芽留のクラスメイトだが謎は多い。芽留にキスしたことがあるが恋愛という意味でなく挨拶としてした。しかし、挨拶は言い訳で、芽留のことが好きだと思われる。生徒副会長。
鮎沢 一哉（あゆざわ いちや）
声：鈴木達央
芽留が通う中学の前の生徒会長を追い出し、今の学校を牛耳る不良。中学2年。スポーツ万能で、部活の助っ人をさらりとこなすが、それを鼻にかけているフシがある。しかし、本当はやさしい人気者。ほたる（後述）のために暴れている。また、ルカ同様、芽留にキスしたことがある。それも芽留を好きだからだと思われる。
宇野 夏澄（うの かすみ）
声：日笠陽子
中学2年生とは思えない美貌の持ち主。女子に影響力を持つ読者モデル。ものすごく性格がきついが、もともとは鮎沢同様、優しい性格の人気者だった。鮎沢に4年間も片思いしているらしい。
針谷 莉玖（はりや りく）
声：小田久史
全国模試で常に上位に入るほどの頭脳の持ち主。しかし、鮎沢とつるんでいるがゆえに、それを悪用している。しかし、鮎沢や宇野同様、本来は優しい人気者。
田端 太郎（たばた たろう）
声：桑原敬一
生徒会の元副会長。鮎沢が自分の顔にスプレーをかけようとしたのが怖くて副会長を辞めた。影が薄い。実は小学生の時は荒れていたらしい。よく名前を間違えられる。
逢沢 ほたる（おうさわ ほたる）
鮎沢たちの友達。個性がばらばらでぶつかりがちな3人をまとめていた。また、3人それぞれ自信がないときに励ましていた。しかし、和久井にいじめられてから不登校でずっと学校に来ていない。莉玖に片思いしている。
和久井（わくい）
芽留たちの学校の生徒会前会長。進学を有利にするために生徒会長になりたがり、自分の評判を全校生徒に良くするために自分がほたるの立場になりたがり、ほたるをいじめていた。しかし、ほたるいじめが鮎沢たちにばれて転校した。芽留を事故に遭わせたことがある。
立花 葵（たちばな あおい）
声：小橋知子
芽留の母。看護師。いつまでたっても帰ってこない上、娘を拉致してしまったダメ人間の夫を、愛想を尽かすどころか、通算12年も帰宅を待ち続けたドM。しかし、通算12年はあまりに長かったようで、たくましく育って帰宅した娘を脅迫したり、やっと帰ってきた夫を逆さづりにしてイビり倒したりする、相当のドSに変貌してしまった。宗介と結婚する前の名字は『中目黒』。
立花 宗介（たちばな そうすけ）
声：前野智昭
芽留の父。総合格闘家。通算12年も嫁のことをほったらかした、ある意味ダメ人間。しかも1度帰宅しておきながら、5歳だった芽留を、男の子と勘違いした上に拉致してしまい、またも行方不明になってしまった。芽留が女の子だと完全に判明したショックから再び帰宅、そして嫁にイビり倒される日々を送る。
市播（いちはり）
教育委員会から派遣されて芽留の学校へ来た。鮎沢軍団を学校から追い出そうと計画するが芽留は市播に反発。だが芽留に何かを感じたのか芽留に学校を任せるようにした。

## 単行本
りぼんマスコットコミックス（集英社）より刊行
1. 2009年3月13日発売
2. 2009年8月12日発売
3. 2010年1月15日発売